# Marie Rouanet
Pour les articles homonymes, voir Rouanet.
Œuvres principales
- Apollonie : reine au cœur du monde (1984)
- Nous les filles (1990)
- La marche lente des glaciers (1994)
- Luxueuse austérité (2006)
- Mon rouge Rougier (2015)

Marie Rouanet ou Maria Roanet en occitan, née le 26 mai 1936, à Béziers en Occitanie est une écrivaine française (culture occitane, religion), compositrice et chanteuse en occitan.
Elle est aussi chroniqueuse et réalisatrice de films documentaires sur les phénomènes religieux.

## Biographie
Elle est la fille d'un père mécanicien, et d'une mère femme au foyer. Ancienne élève de l'École normale d'institutrices, elle a commencé une carrière de chanteuse (1971-1976), puis a été déléguée au patrimoine à la mairie de Béziers.
Auparavant, elle fut enseignante de lettres classiques (comme son mari Yves Rouquette). Le hasard des nominations les conduisit dans les années 1964-1965 au Lycée Joubert à Ancenis, Loire-Atlantique.
En 1995 elle quitte sa ville natale pour s'établir à Camarès dans le Rouergue d'où est originaire son mari Yves Rouquette. Elle y écrit La Cuisine amoureuse, courtoise et occitane, première version du Petit traité romanesque de la cuisine, et une apologie de la vie citadine dans La Douce chair des villes. Elle écrit également des livres sur l'histoire de la culture occitane et notamment sa musique. Elle a ainsi écrit en 1971 un livre sur les chanteurs de la Nova Cançon, qu'elle présente comme des « chanteurs de la décolonisation » des pays occitans.
Elle a écrit une quarantaine de romans, d'essais et de chroniques. Ses ouvrages les plus remarquables sont sans doute Nous les filles (avec son pendant Du côté des hommes) et Luxueuse austérité (qu'elle vient présenter dans l'émission de 2 heures du samedi après-midi sur "France Culture", alors présentée par Frédéric Mitterrand).
Dans Apollonie, reine du monde, écrit à partir des carnets de souvenirs d'Henri Jurquet et écrit avec lui, elle rapporte avec pudeur et vérité le quotidien de la France rurale à son crépuscule, et notamment le rôle des veuves de 1914-1918, à travers la vie d'un hameau de l'Aveyron au début du XXe siècle.
Elle montre, avec Apollonie, une figure qui appartenait à une société économe, dure avec elle-même, mais riche de connaissances et soucieuse d'avenir. Ses mains, marquées par le jardin, l'eau, le feu, les outils, pétrissaient le pain, caressaient l'enfant, maniaient avec douceur et respect le maigre argent du minuscule royaume sur lequel elle régnait. Elle travailla chaque jour, marquant son passage de travaux innombrables : gerbiers, jambons pendus, murettes, arbres taillés, cuivres brillants, salades alignées... Elle rendit à ses morts les services nécessaires, et quitta son monde en ordre. Elle apprit à son petit-fils, orphelin, à tenir les bœufs, à faucher l'herbe, à planter droit, savoirs inutiles puisque, de la naissance d'Apollonie à sa mort, le vieux monde acheva de basculer. Inutiles parce qu'Henri ne put rester à la terre et "monta" à Paris pour un tout autre destin. Essentiels pourtant, car ils lui permirent de relativiser les choses et de porter un regard critique sur le monde, de s'interroger sur le devenir d'une société qui, par soumission aveugle au progrès, a détruit la civilisation millénaire qui nous constituait (d'après l'éditeur).

## Œuvre

### Ouvrages

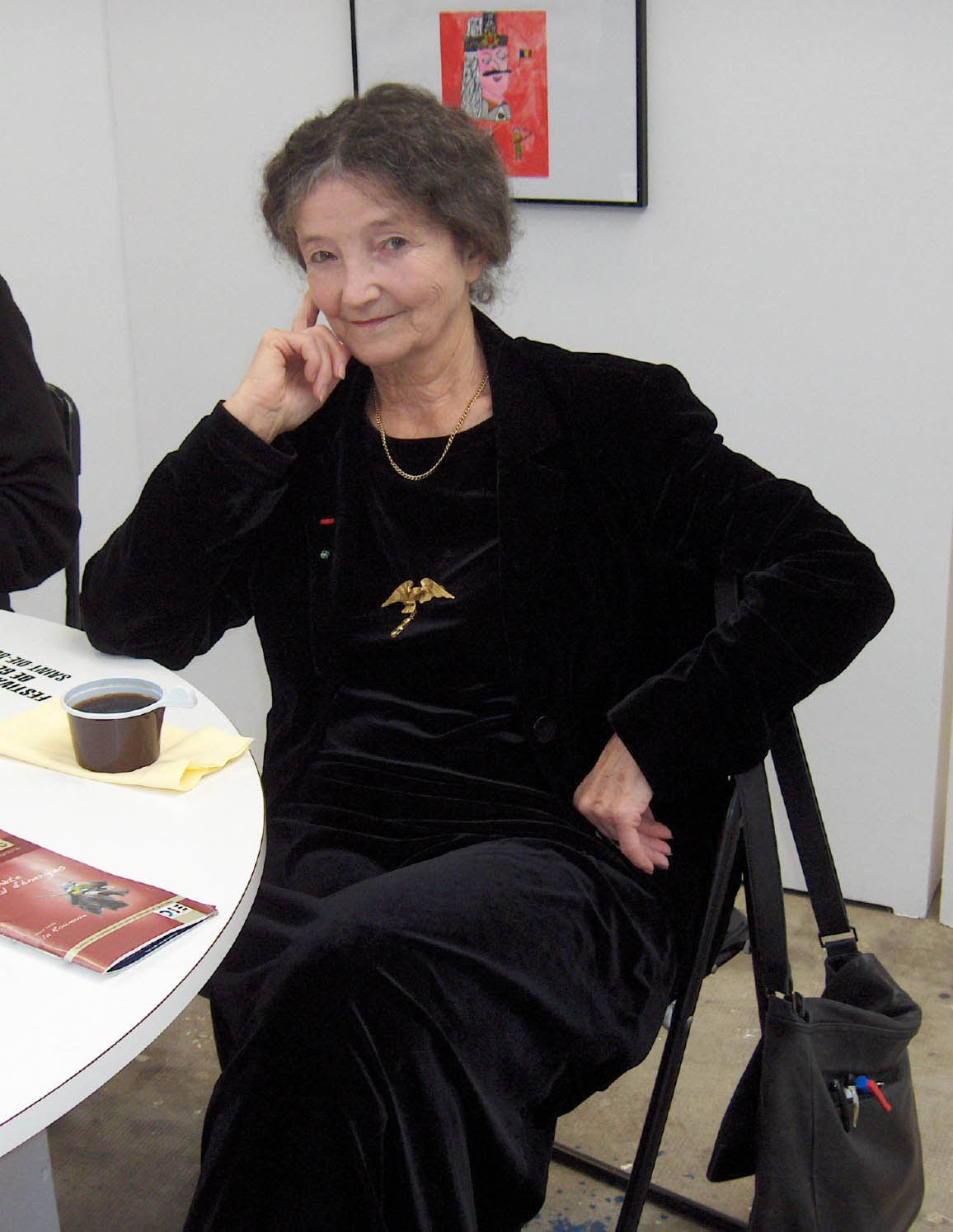
Marie Rouanet lors d'un café littéraire au 18e Festival international de géographie de Saint-Dié des Vosges

- 1969 : Les Secrets des enfants, éditions R. Morel, Mane
- 1975 : (oc) Dins de patetas rojas[5], coll. « A tots » no 17, 166 pages, Institut d'études occitanes, Toulouse
- 1983 : Le Troupeau d'abeilles, 133 pages, Centre international de documentation occitane, Béziers •  (ISBN 978-2-90119-118-6)
- 1984 : Apollonie : reine au cœur du monde, d'après les carnets d'Henri Jurquet, 338 pages, Plon, Paris •  (ISBN 978-2-25901-119-8)
- 1986 : Béziers dans ses vignes, coll. « Terres du sud » no 14, 32 pages, Éditions Loubatières, Portet-sur-Garonne •  (ISBN 978-2-86266-029-5)
- 1987 : Bréviaire, ill. Fernand Gautier, coll. « Recherches graphiques », 317 pages, Gautier, Narbonne •  (ISBN 978-2-90251-910-1)
- 1990 : La Cuisine amoureuse courtoise et occitane, 248 pages, Éditions Loubatières, Portet-sur-Garonne •  (ISBN 978-2-86266-133-9)
- 1990 : Nous les filles, coll. « Documents Payot », 364 pages, Payot et Rivages •  (ISBN 978-2-22888-272-9)
- 1992 : Les Enfants du bagne, coll. « Documents Payot », 334 pages, Payot et Rivages •  (ISBN 978-2-22888-457-0)
- 1992 : Le crin de Florence et autres textes, 60 pages, éditions Climats, Castelnau-le-Lez •  (ISBN 978-2-90756-369-7)
- 1992 : Sonatine pour un petit cadavre, 76 pages, éditions Climats, Castelnau-le-Lez •  (ISBN 978-2-90756-347-5)
- 1993 : Je ne dois pas toucher les choses du jardin, Payot et Rivages •  (ISBN 978-2-22888-664-2)
- 1993 : Tout jardin est Eden, coll. « Micro-climats », 76 pages, éditions Climats, Castelnau-le-Lez •  (ISBN 978-2-90756-381-9)
- 1994 : La marche lente des glaciers, coll. « Récits de vie », 223 pages, Payot et Rivages •  (ISBN 978-2-22888-791-5)
- 1996 : Qu'a-t-on fait du petit Paul ?, 169 pages, Payot et Rivages •  (ISBN 978-2-22889-006-9)
- 1997 : Il a neigé cette nuit, coll. « Micro-climats » no 48, 118 pages, éditions Climats, Castelnau-le-Lez •  (ISBN 978-2-90756-381-9)
- 1997 : Petit traité romanesque de cuisine, 360 pages, Payot et Rivages •  (ISBN 978-2-22889-094-6)
- 1998 : Douze petits mois, coll. « Littérature ouverte », 125 pages, Éditions Desclée de Brouwer, Paris •  (ISBN 978-2-22004-340-1)
- 1998 : Quatre temps du silence (roman), 265 pages, Payot et Rivages •  (ISBN 978-2-22889-175-2)
- 1999 : Balades des jours ordinaires, Payot et Rivages •  (ISBN 978-2-22889-156-1)
- 1999 : Infini de pi, coll. « Micro-climats » no 56, 76 pages, éditions Climats, Castelnau-le-Lez •  (ISBN 978-2-90756-381-9)
- 1999 : Chemin de croix des femmes de Jérusalem suivant Jésus dans sa Passion, 92 pages, Éditions Desclée de Brouwer, Paris •  (ISBN 978-2-22004-386-9)
- 2000 : Les jardins disparus : Dernier chapitre de « Tout jardin est Eden », coll. « Micro-climats », 76 pages, éditions Climats, Castelnau-le-Lez •  (ISBN 978-2-90756-381-9)
- 2000 : Dans la douce chair des villes, coll. « Voyageurs Payot », 204 pages, Payot et Rivages •  (ISBN 978-2-22889-337-4)
- 2000 : Petites prières, ill. Pierre François, 63 pages, Éditions Desclée de Brouwer, Paris •  (ISBN 978-2-22004-770-6)
- 2001 : Du côté des hommes, 234 pages, Albin Michel, Paris •  (ISBN 978-2-22612-663-4)
- 2002 : Lichens gravures en manière noire de Judith Rothchild, éditions Verdigris, Lunel •  (ISBN 978-2-91406-109-4)
- 2002 : Enfantine (nouvelles), 172 pages, Albin Michel, Paris •  (ISBN 978-2-22613-350-2)
- 2003 : Année blanche, 198 pages, Albin Michel, Paris •  (ISBN 978-2-22614-167-5)
- 2003 : Célébration de l'amour : regards sur Marie-Madeleine (en collaboration avec Agnès Lacau St-Guily), 96 pages, coll. « Célébrations », Albin Michel, Paris •  (ISBN 978-2-22614-262-7)
- 2004 : Mémoires du goût, 180 pages, Albin Michel, Paris •  (ISBN 978-2-22615-512-2)
- 2004 : L'Animatrice, 62 pages, coll. « Les petits romans », Le Verger Éditeur •  (ISBN 978-2-84574-041-9)
- 2005 : L'ordinaire de Dieu, 157 pages, Albin Michel, Paris •  (ISBN 978-2-22615-699-0)
- 2006 : Magie blanche, mezzotintes de Judith Rothchild, éditions Verdigris, Lunel •  (ISBN 978-2-91406-117-9)
- 2006 : Luxueuse austérité, 182 pages, Albin Michel •  (ISBN 978-2-22617-348-5)
- 2008 : Mauvaises nouvelles de la chair, 196 pages, Albin Michel •  (ISBN 978-2-22618-852-6)
- 2009 : Trésors d'enfance, Albin Michel •  (ISBN 978-2-22619-316-2)
- 2010 : Chemins de croix : chemin de croix des femmes, chemin de croix des prisonniers
- 2010 : La Nègre (roman), 224 pages, Albin Michel •  (ISBN 978-2-22619-584-5)
- 2010 : Tout jardin est Eden, Albin Michel •  (ISBN 978-2-22620-618-3)
- 2011 : L'Arpenteur (roman), 180 pages, Albin Michel •  (ISBN 978-2-22623-838-2)
- 2013 : Murmures pour Jean Hugo, 198 pages, Albin Michel •  (ISBN 978-2-22624-842-8)
- 2014 : Abécédaire de l'Espérance, 96 pages, Saint-Léger Éditions •  (ISBN 978-2-36452-068-4)
- 2015 : Mon rouge Rougier, photographies Éric Teissèdre, 144 pages, Éditions Fleurines, Saint-Affrique •  (ISBN 978-2-91269-057-9)
- 2016 : Territoires sonores (essai), 34 pages, éditions •  (ISBN 978-2-91269-068-5)
- 2016 : Les Fruits défendus dix gravures en manière noire de Judith Rothchild, éditions Verdigris, Lunel •  (ISBN 978-2-91406-109-4)
- 2018 : Pages blanches, 25 pages, Éditions Fleurines, Saint-Affrique •  (ISBN 978-2-91269-079-1)
- 2019 : Douze petits mois, Les Carnets DDB •  (ISBN 978-2-22009-644-5)
- 2022 : Émerveillements, 68 pages, Éditions le Pommier •  (ISBN 978-2-74652-576-4)

### Documentaires
- 2000 : Ave Maria ; Miracle au cimetière : les mystères de Notre Dame des Mouscadous
- 2007 : L'aigle de Bonelli
- 2011 : La colonie (film en version originale française sous-titrée en anglais)
- 2012 : Divines nourritures

### Chansons

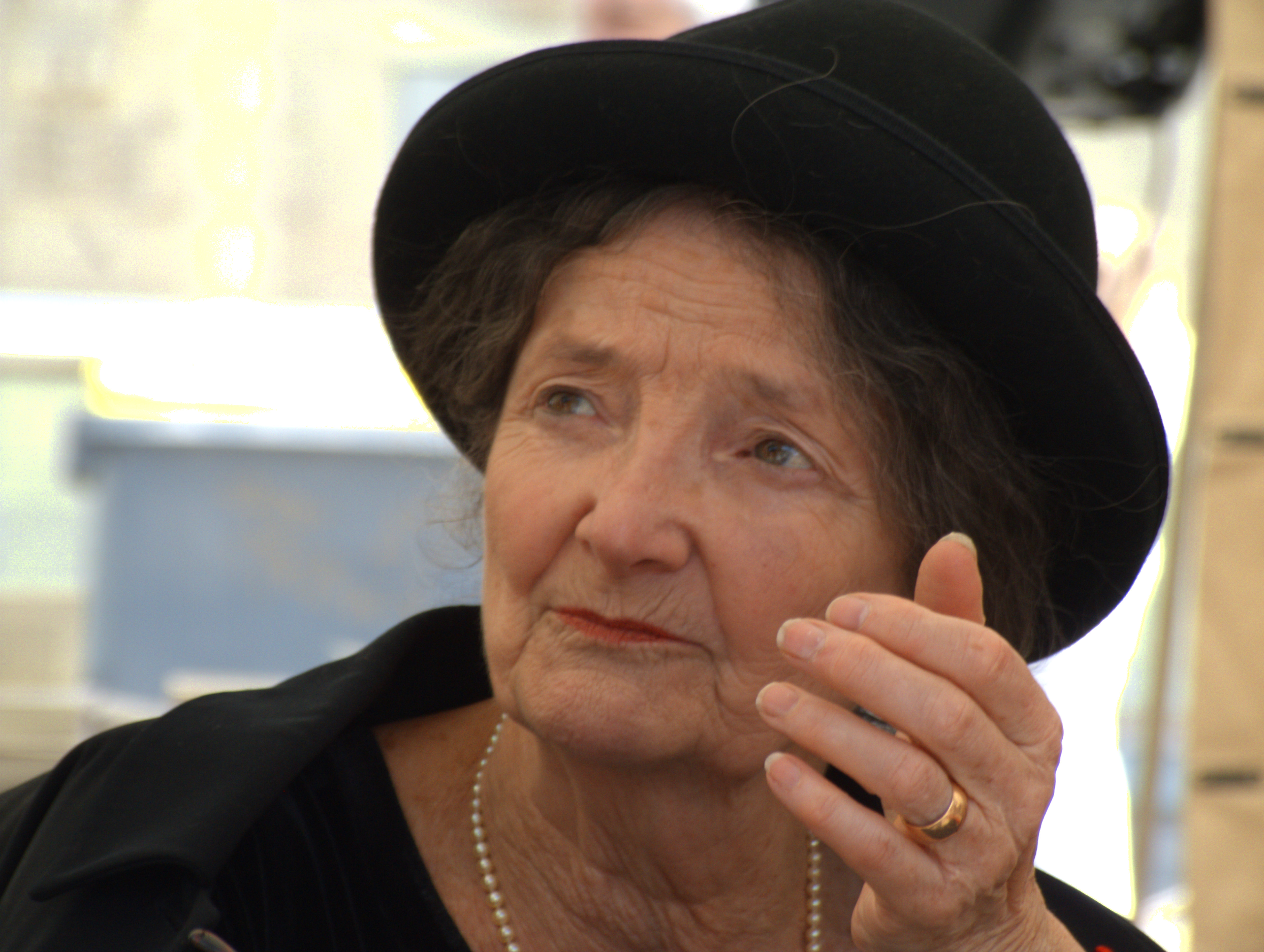
Marie Rouanet le 30 mai 2010 à Montpellier.

Interprète de chansons en langue d'Oc (Abbaye de Sylvanès)
1. A l'acochada
2. Ma maire a un lencol
3. Complenta del rainal escorgat
4. L'eternitat
5. Autopsia
6. Rododon
7. Sant Guillem
8. Cancon de messorgas
9. Me soveni
10. Lo presonier
11. Darrer la montanha
12. E lo volgueri pas veire
13. Lo teton
14. Elisa
15. Tota roja
16. Disi

### Divers
- Directrice de publication
  - Poésie d'oc
  - Les Belles saisons
- Éditrice scientifique
  - Occitanie 1970, les poètes de la décolonisation ; Occitania 1970, los poetas de la descolonizacion : anthologie bilingue
  - Paroles de gourmandise
- Traductrice
  - Yves Rouquette, Rouergue, si : précédé de Ode à saint Aphrodise ; et suivi de Messe pour les cochons
- Auteure de poèmes et chansons
  - Le mimosa dans Des parfums & des jours
  - E o volguèri pas veire : Et je ne voulus pas le voir ; 23 : dans Color femna : Florilège original de quarante-trois poèmes occitans portant les couleurs de l'écriture féminine des trobairitz à nos jours
  - Besièrs : Besièrs (2 min 05 s) dans Cant de las vilas : Vilas occitanas
- Grand Prix Béatrix de Toulouse-Lautrec de l'Académie des Jeux Floraux en 2017 pour l'ensemble de son œuvre

## Engagement politique
Marie Rouanet a été élue au conseil municipal de Béziers, sous l'étiquette divers gauche, durant 4 mandats de 1977 à 2001:
- Conseillère municipale de Béziers, déléguée au patrimoine, de 1977 à 1983 (mandat de Paul Balmigère)
- Conseillère municipale de Béziers, opposition, de 1983 à 1989 (mandat de Georges Fontès)
- Adjointe au maire de Béziers, déléguée au patrimoine de 1989 à 1995 (mandat d'Alain Barrau)
- Conseillère municipale de Béziers, opposition, de 1995 à 2001 (mandat de Raymond Couderc)

## Décorations
- Commandeure de l'ordre national du Mérite  Elle est faite commandeure par décret du 2 mai 2017 pour ses 59 ans de services[7].